# پورشه (قمر)
پورشه (انگلیسی: Portia) یکی از قمرهای سیاره اورانوس است.
این قمر در سال ۱۹۸۶ میلادی کشف شده است و با سرعت ۹٫۳۷ کیلومتر در ثانیه به دور اورانوس می‌چرخد و دمای متوسط آن در حدود ۶۴ کلوین می‌باشد.